# Tomb Raider: Anniversary
Tomb Raider: Anniversary is een Actie-/Avontuurcomputerspel gepubliceerd door Eidos Interactive en ontwikkeld door Crystal Dynamics.
Het dateert van 2007 en is een remake van de allereerste Tomb Raider, Tomb Raider (1996), gemaakt met de engine van Tomb Raider: Legend (2006).

## Wat zit er in het spel
Alle levels van de originele Tomb Raider zitten in het spel (wel wat meer uitgebreid). Dat houdt in:
- Peru
- Griekenland
- Egypte
- Atlantis (als 'Lost Island')

In het spel zit opnieuw Lara Crofts huis, de Croft Manor. Het huis is wel groter dan in Tomb Raider: Legend. Je zal onder andere de vrijwel grote tuin kunnen verkennen.

## Trailers
Er zijn reeds 3 trailers van het spel vrijgegeven. De eerste dateert van 21 december 2006 waarin Lara 'The Lost Valley' ingleed en het moest opnemen tegen enkele dino's. Op het einde van de trailer kregen we ook nog de voet van een gigantische T-Rex te zien.
De 2de trailer (23 februari 2007) bevatte de openingsscène van het spel en had wat gameplay beelden van Egypte. Ook werd er een nieuwe beweging onthuld. Lara kon nu schuin op de muren lopen wat sterk deed denken aan Prince of Persia. De fans waren redelijk enthousiast over de nieuwe beweging. Toch kwam er wat kritiek vanuit de Community dat het spel onterecht zou worden vergeleken met Prince of Persia.